# Rio Natsuki
Rio Natsuki (夏樹 リオ?, Natsuki Rio; Tokyo, 5 marzo 1969) è una doppiatrice giapponese.
È principalmente conosciuta per il ruolo di Linna Yamazaki in Bubblegum Crisis Tokyo 2040 e Miyako Inoue in Digimon Adventure 02.

## Ruoli

### Anime
- Angelic Layer (Tsubasa McEnzie)
- Battle athletes daiundōkai (Akari Kanzaki)
- Bubblegum Crisis Tokyo 2040 (Linna Yamazaki)
- Digimon Adventure 02 (Miyako Inoue)
- El Hazard (Nanami Jinnai)
- Full Metal Panic! (Eri Kagurazaka)
- Get Backers (Hevn)
- Macross 7 (Miho Miho)
- Pokémon (Flannery)
- Rockman EXE Axess (Silk)
- Shugo Chara! (Yukari Sanjo, doppiata in italiano da Donatella Fanfani)
- Skip Beat! (Shouko Aki)
- Super Robot Wars Original Generation: The Animation (Rio Mei Long)
- Super Robot Wars Original Generation: Divine Wars (Rio Mei Long)
- Chi ha bisogno di Tenchi? (Rea Masaki)
- The Snow Queen (Kai)
- To Heart 2 (Ruko Kireinasora/Lucy Maria Misora)
- Turn A Gundam (Merrybell Gadget)

### Videogiochi
- 3rd Super Robot Wars Alpha (Miho Miho)
- Atelier Lilie: The Alchemist of Salburg 3 (Ziska Villa)
- Deception III: Dark Delusion (Cecilia)
- Desire (Sylvia Brother)
- Dirge of Cerberus: Final Fantasy VII (Lucrecia Crescent)
- Dissidia Final Fantasy: Opera Omnia (Fujin, Lulu)
- Evergrace (Sharline)
- Final Fantasy X (Lulu, L'intercessore di Bahamut)
- Final Fantasy X-2 (Lulu)
- Hellnight (Rene Lauren)
- JoJo's Bizarre Adventure: Vento Aureo (Trish Una)
- Kingdom Hearts II (Fujin)
- Melty Blood (Sion Eltnam Atlasia, Sion TATARI)
- Melty Blood Re-ACT (Sion Eltnam Atlasia, Sion TATARI)
- Melty Blood Act Cadenza (Sion Eltnam Atlasia, Sion TATARI)
- Melty Blood Actress Again (Sion Eltnam Atlasia, Sion TATARI, Dust of Osiris)
- Michigan: Report from Hell (Justine Rhoades)
- Shenmue (Etsuko Sekine)
- Shenmue II (Joy)
- Snowboard Kids (Nancy Neil, Linda Maltinie, Kaede)
- Snowboard Kids 2 (Nancy Neil, Linda Maltinie)
- Summon Night 3 (Teco, Falier)
- Summon Night: Twin Age (Lila)
- Super Monkey Ball (Baby)
- Super Monkey Ball 2 (Baby)
- Super Robot Wars Alpha  (Rio Mei Long)
- Super Robot Wars Alpha Gaiden (Merrybell Gadget)
- Super Robot Wars OG: Original Generations (Rio Mei Long)
- Super Robot Wars Z (Merrybell Gadget)
- Super Robot Wars V (Audrey)
- Super Robot Wars X (Audrey)
- Super Robot Wars T (Audrey)
- To Heart 2 (Ruko Kireinasora/Lucy Maria Misora)
- Zone of the Enders (Elena Weinberg)